# ريتشارد بريس
ريتشارد برايس (بالإنجليزية: Richard Price)‏ (من مواليد 12 أكتوبر 1949)، روائي وكاتب سيناريو أمريكي، اشتهر بعدة كتب ومنها (ذا واندارارز - The Wanderers) (1974) و(كلوكرز - Clockers) (1992) و( لاش لايف - Lush Life) (2008). تستكشف روايات برايس أمريكا الحضرية في أواخر القرن العشرين بطريقة جريئة وواقعية ما جلب له شهرة أدبية كبيرة. نُشرت العديد من رواياته في مدينة خيالية تسمى ديمبسي شمال نيوجيرسي. بالإضافة إلى كتابة الأدب، كتب العديد من الأعمال التلفزية، بما في ذلك مسلسل ذا واير (The Wire) ومسلسل في ليلة (The Night Of) ومسلسل الديوس (The Deuce).

## أولى سنوات حياته وتعليمه
ولد برايس في ذا برونكس، مدينة نيويورك، وهو ابن هارييت (روزنباوم) وميلتون برايس، عامل تزيين وتصميم للنوافذ. وصف نفسه بأنه «طفل يهودي من الطبقة المتوسطة»، نشأ في أحد المساكن الشعبية في شمال شرق برونكس وتخرج من مدرسة برونكس الثانوية للعلوم عام 1967 وحصل على بكالوريوس من جامعة كورنيل وماجستير في الفنون الجميلة من جامعة كولومبيا. كما عمل بعد تخرجه في جامعة ستانفورد.

## مسيرته المهنية
كانت رواية برايس الأولى (ذا واندارارز - The Wanderers) (1974)، وتروي القصة مرحلة بلوغ سن الرشد التي تدور أحداثها في ذا برونكس عام 1962، وكُتبت عندما كان برايس يبلغ من العمر 24 عامًا. حُولت القصة إلى فيلم في عام 1979، بكتابة روز كوفمان وفيليب كوفمان للنص السينمائي وإخراج الأخير له.
رُشحت رواية (كلوكرز - Clockers) (1992) لجائزة دائرة نقاد الكتاب الوطنية. وقد أُعجب الجميع بالرواية لحس الفكاهة والتشويق والحوار وأساليب تنمية الشخصية البالغة في القصة. كانت هذه الرواية في عام 1995، بمثابة القصة الأساسية لفيلم من إخراج سبايك لي؛ والذي شارك برايس ولي في كتابة السيناريو له.
في استعراضه لرواية برايس ( لاش لايف - Lush Life) (2008)، قارن والتر كيرن برايس برايموند تشاندلر وسول بيلو. أُقيم في يوليو 2010، عرض فني جماعي مستوحى من لاش لايف في تسعة معارض في مدينة نيويورك.
كتب برايس رواية بوليسية بعنوان (ذا وايتس - The Whites) تحت اسم مستعار- هاري براندت. أُصدر الكتاب في 17 فبراير 2015. من المقرر لسكوت رودين إنتاج نسخة سينمائية من الرواية.
كتب برايس سيناريوهات عديدة، بما في ذلك (لون المال - The Color of Money) (1986) (التي رشحته لنيل جائزة الأوسكار) و(دروس الحياة - Life Lessons) (مقطع مارتن سكورسيزي من نيويورك ستوريز) (1989) و(بحر الغرام - Sea of Love) (1989) و (ماد دوغز أند غلوري - Mad Dog and Glory) (1993) و (رانسوم - Ransom) (1996) و(شافت - Shaft) (2000). كما كتب سيناريو فيلم (الطفل 44 -Child 44)، الذي صدر في أبريل 2015. عمل برايس على فيلم (رجل عصابة أمريكي - American Gangster) (2008) في سرية ودون نسب أي فضل لنفسه.
كتب برايس ووضع تخيلًا لفيلم تبلغ مدته 18 دقيقة ويدور حول فيديو مايكل جاكسون الوسيقي (باد - Bad). كما كتب سلسلة ذا فاو للشبكة التلفزيونية الأمريكية إتش بي أو. فاز برايس بجائزة نقابة الكتاب الأمريكية لأفضل مسلسل درامي في حفل فبراير 2008 لعمله في الموسم الخامس ل «ذا واير». عمل برايس على مسلسل درامي بوليسي باسم (إن واي سي 22 - NYC 22) في عام 2012، لكنه أُلغي بعد موسم واحد. عُرض مسلسله القصير (في ليلة - The Night Of) المكون من ثمانية أجزاء لأول مرة على إتش بي أو في يوليو 2016.

## أعمال

### أفلام
- (1986) لون المال
- (1995) قبلة الموت[10]
- (1996) فدية[11]
- (2000) شافت[12]
- (2015) الطفل 44[13][14]

## ترشيحات
- جائزة الأوسكار لأفضل كتابة، عن عمل: لون المال

## وصلات خارجية
- ريتشارد بريس على موقع IMDb (الإنجليزية)
- ريتشارد بريس على موقع مونزينجر (الألمانية)
- ريتشارد بريس على موقع ألو سيني (الفرنسية)
- ريتشارد بريس على موقع قاعدة بيانات الفيلم (الإنجليزية)